# Apulia excelsa
Apulia excelsa är en insektsart som beskrevs av William Lucas Distant 1908. Apulia excelsa ingår i släktet Apulia och familjen dvärgstritar. Inga underarter finns listade i Catalogue of Life.